# 刘增耀
刘增耀（1921年7月—2014年3月4日），山东苍山县人，中华人民共和国政治人物。
1952年9月，担任四川省荣昌县委副书记、书记。1954年7月至1954年8月，四川省江津地委副秘书长。1972年6月至1983年4月，担任四川省永川地委书记、行署专员。1983年，担任四川省重庆市人大副主任。2014年3月4日，因病去世，享年92岁。